# Justin Henry
Justin Henry (* 25. Mai 1971 in Rye, New York) ist ein US-amerikanischer Filmschauspieler.

## Leben
Justin Henry wurde 1979 im Alter von acht Jahren von seinem Nachbarn entdeckt, der mit einem Castingagenten befreundet war. Dieser wiederum verhalf Henry zu einer Hauptrolle in Robert Bentons Filmdrama Kramer gegen Kramer. Für diese Rolle wurde er als bislang jüngster Darsteller für einen Oscar nominiert. Auch wurde seine Performance mit zwei Golden-Globe-Nominierungen und einem Young Artist Award gewürdigt.
In den 1980er Jahren wirkte Henry in einigen Filmdramen und Komödien mit, die jedoch nie den Bekanntheitsgrad von Kramer gegen Kramer erreichten. Er besuchte ab 1988 das Skidmore College und stand erst ab 1996 erneut vor der Kamera. So wirkte er in zwei Episoden von Emergency Room – Die Notaufnahme und 2001 in Crazy Love – Hoffnungslos verliebt mit.
2005 wurde Henry in einer Show des Fernsehsenders VH1 auf Platz 80 der „100 Größten Kinderstars“ gewählt.

## Filmografie (Auswahl)
- 1979: Kramer gegen Kramer (Kramer vs. Kramer)
- 1983: Fantasy Island (Fernsehserie, 1 Folge)
- 1983: Das darf man nur als Erwachsener (Sixteen Candles)
- 1985: Flucht zurück (Martin's Day)
- 1988: Liebe ist mehr als nur ein Wort (Sweet Hearts Dance)
- 1996: Andersonville (Fernsehfilm)
- 1997: Emergency Room – Die Notaufnahme (ER; Fernsehserie, 2 Folgen)
- 2001: Crazy Love – Hoffnungslos verliebt (Chasing Destiny; Fernsehfilm)
- 2003: Finding Home
- 2004: Lost
- 2010: Brothers & Sisters (Fernsehserie, 1 Folge)
- 2014: Reaper